# ПортНьюс
ПортНьюс — независимое российское информационно-аналитическое агентство, освещающее вопросы морской транспортной логистики и анализирующее портовую деятельность в России.
C 2008 года ПортНьюс входит в состав Ассоциации морских торговых портов России (АСОП).
Подразделения агентства работают в сфере журналистики и аналитики, маркетинга и дизайна, общественных коммуникаций и развития корпоративного имиджа.

## Проекты агентства
Информационный портал «ПортНьюс» (www.portnews.ru или портньюс.рф) создан в 2004 году. Портал предоставляет в оперативном режиме информацию о событиях в портовой отрасли для российской и зарубежной аудитории. Вся информация портала находится в открытом доступе, обновляется в режиме реального времени. Портал является средством массовой информации.
Информационный портал «Российское судоходство» (www.rus-shipping.ru или www.российскоесудоходство.рф) создан в 2011 году как совместный проект отраслевой ассоциации Ассоциация судоходных компаний и агентства ПортНьюс. Портал является комплексным специализированным информационным ресурсом, отражающим интересы отечественного морского и речного транспорта.
Газета «Водный транспорт» основана в 1918 году. Издание являлось печатным органом Министерства морского флота СССР и Министерства речного флота РСФСР. Указом Президиума Верховного Совета СССР за большой вклад в развитие и совершенствование отрасли в 1982 году газета «Водный транспорт» награждена орденом Трудового Красного Знамени. При поддержке Ассоциации судоходных компаний в апреле 2011 года агентство ПортНьюс возобновило издание газеты почти со 100-летней историей.
Издание «Портовый сервис. Бункерный рынок» — аналитический отчет издается агентством ПортНьюс два раза в году по итогам работы отрасли с 2005 года. Издание задумано как информационно-аналитическое, призвано служить для оперативного использования в течение длительного времени, содержит обзорные и аналитические статьи, собственные статистические данные агентства.
«ГИДРОТЕХНИКА» - независимое научно-методическое и информационно-аналитическое издание, направленное на поддержку профессионалов, на продвижение в практику научных разработок, новых технологий, возможностей компаний в области гидротехнического строительства и водного хозяйства. Издается с 2008 года, периодичность – 4 раза в год.

## Упоминание экспертов агентства в материалах других СМИ
- Коммерсантъ - http://www.kommersant.ru/doc-y/2044845 Архивная копия от 5 марта 2016 на Wayback Machine
- Ведомости - http://www.vedomosti.ru/companies/news/1510732/port_v_evropu Архивная копия от 28 апреля 2012 на Wayback Machine
- РБК daily - http://www.rbcdaily.ru/2012/02/27/industry/562949982953849
- Известия (издательство) - http://izvestia.ru/news/521551 Архивная копия от 6 марта 2016 на Wayback Machine
- REGNUM - http://www.regnum.ru/news/polit/1473671.html Архивная копия от 4 марта 2016 на Wayback Machine